# セベクネフェル
セベクネフェルまたはセベクネフェルウ（Sobekneferu, 在位：紀元前1785年 - 1782年または前1806年 - 1802年）は、古代エジプト第12王朝の第8代ファラオ（王）。

## 概要
アメンエムハト4世の没後に政権を握り、約1500年ぶりの女性のエジプト支配者となった。セベクネフェル自身はアメンエムハト3世の娘だったと考えられ、アメンエムハト4世の異母兄妹の可能性があるが、アメンエムハト3世と4世が親子関係にあったのかどうかははっきりと分かっていない。また、アメンエムハト4世がセベクネフェルと結婚していた可能性もあるが、それを支持する証拠は見つかっていない。
セベクネフェルについて書かれた記録は殆どなく、統治の実態はよく分かっていない。しかし、女性が王となるという事態は当時としてはかなり特異なことであり、後継者を巡る何らかの問題があったことを示唆している。実際、彼女の死をもって第12王朝は終焉を迎え、新たに第13王朝が創始された。王朝の交代は大きな混乱を伴うことなくスムーズに行われたらしく、第12王朝が確立した国家制度は第13王朝に受け継がれている。エジプトの統一はその後も一世紀余りに渡って維持されたが、前王朝が築いた繁栄は急速に失われ、文字資料も建造物も目立って減っていくことになる。